# Oschatz
Oschatz é um município da Alemanha, situado no distrito da Saxônia do Norte, no estado da Saxônia. Tem 55,31 km² de área, e sua população em 2019 foi estimada em 14.098 habitantes.